# Joost Posthuma
Joost Posthuma (født 8. marts 1981) er en hollandsk tidligere professionel cykelrytter.